# Sportplakette des Landes Schleswig-Holstein
Die Sportplakette des Landes Schleswig-Holstein ist die höchste Auszeichnung des deutschen Bundeslandes Schleswig-Holstein für den Sport. Sie wurde 1961 vom damaligen Ministerpräsidenten Kai-Uwe von Hassel gestiftet.

## Zweck
Die Plakette soll für hervorragende Leistungen auf den Gebieten der Leibesübungen oder der Leibeserziehung als aktiver Sportler oder für mindestens zehnjährige ehrenamtliche Tätigkeit in Verbänden und Vereinen verliehen werden. 

## Vergabekriterien
Die Sportplakette des Landes Schleswig-Holstein soll pro Jahr 
an fünf Personen verliehen werden. Für die Auszeichnung können Personen vom Kultusminister und vom Landessportverband Schleswig-Holstein für die Mitglieder seiner Verbände und Vereine bis zum 31. März jeden Jahres vorgeschlagen werden.
Voraussetzung ist, dass der Vorgeschlagene seinen ständigen Wohnsitz in Schleswig-Holstein hat oder, bei Wohnsitz in einem anderen Bundesland, seine zu ehrenden Leistungen im Land Schleswig-Holstein vollbracht hat. Zudem darf die Tätigkeit, deretwegen der Vorgeschlagene geehrt werden soll, von ihm nicht beruflich ausgeübt werden und er soll nach seinem allgemeinen Verhalten einer staatlichen Ehrung würdig sein.

## Verleihung
Die Verleihung wird durch den Ministerpräsidenten des Landes Schleswig-Holstein vorgenommen, über die Verleihung wird eine Urkunde ausgestellt.